# 亚洲社会党会议
亚洲社会党会议（英語：Asian Socialist Conference，缩写为ASC）是1953年—1961年存在的亚洲社会主义国际政党组织。它的成立是为了建立一个泛亚跨国社会主义组织，该组织已从早期的欧洲殖民中心独立，但仍受新的冷战时期的超级大国影响。该组织的总部位于缅甸联邦仰光，第一任主席和财政分别由缅甸社会主义领袖巴瑞和觉尼担任。截至1956年，该组织成员党党员总人数达到50万人。亚洲社会党会议共召开两次会议：1953年仰光会议和1956年孟买会议。

## 背景
早在1946年，缅甸社会党就提出和其他亚洲社会主义政党合作。当时，该党正在为反殖民运动而斗争，希望和亚洲社会主义政党联合对抗共同的敌人。借1947年亚洲关系会议在印度德里召开的机会，缅甸社会党代表、印度和印尼代表在一场非公开会议上讨论了亚洲社会党召开会议以讨论共同问题、交流经验的必要性和可能性。随后，1951年12月在德里举行的国际劳工组织亚洲区域会议期间，缅甸、印度和印度尼西亚社会主义者之间举行了非正式会议。在德里会议上，各方同意成立一个由印度、缅甸、印度尼西亚、马来亚、暹罗、越南、韩国和菲律宾代表组成的委员会（日本将被邀请作为观察员）来筹备亚洲社会党会议。拟议的委员会总部将设在仰光。然而，这些计划并没有按照商定的那样实现，这样一个亚洲社会主义政党组织的形成还需要几年的时间。
1951年社会党国际成立时，一些亚洲社会主义者认为新组织过于欧洲中心主义。因此，他们认为亚洲社会主义政党之间需要展开有组织形式的合作。9月，印度社会党和日本社会党代表在东京会面，两党发表联合声明，呼吁召开亚洲社会党会议。12月，黎巴嫩进步社会党代表在德里与印度社会党会面，同样发表一份要求亚洲社会党展开合作的联合声明。

## 筹备委员会
在经过这些会议后，1952年3月印度、缅甸和印尼的社会党在仰光召开筹备会议。日本社会党左派和社会党右派作为观察员出席会议。这次会议宣布于1953年1月在仰光召开第一次亚洲社会党会议，并成立以觉尼为首的“亚洲社会党第一次会议筹备委员会”。筹备委员会开始发行《社会主义亚洲》，并在之后成为亚洲社会党会议的机关报。
筹备委员会向印尼社会党、缅甸社会党、印度社会党（上述三党作为会议的主办方，是当然的受邀代表）、日本社会党左派和右派、埃及社会党、伊拉克国家民主党（不被视为社会主义政党，但认为接近社会主义立场）、叙利亚的阿拉伯复兴社会党、黎巴嫩进步社会党、以色列地工人党、泛马劳工党和巴基斯坦社会党发出邀请。阿尔及利亚、突尼斯、肯尼亚、乌干达、尼日利亚、摩洛哥和英属黄金海岸的非洲独立运动代表以及人民反帝国主义大会的代表被邀请为观察员。同时筹备委员会向兄弟组织社会党国际、社会主义青年组织国际联盟和南斯拉夫共产主义者联盟发出邀请。尽管以亚洲政党为主，该组织仍然欢迎一个欧洲政党，即南斯拉夫共产主义者联盟，该组织被认为是一个独特的案例，因为该国从来都不是殖民国家，而且自1948年苏南冲突以来也独立于苏联。接纳南斯拉夫共产主义者联盟参会的主张由缅甸社会党推动，而南斯拉夫代表认为其独立参与（“作为唯一独立的欧洲代表团”）是一种认可和荣誉，这使仰光会议期间南斯拉夫大使馆在仰光开幕。当时的南斯拉夫尽管地理位置位于欧洲，但被认为是很符合第三世界倡议的国家，同时其在第二次世界大战中的反帝国革命让人想起反殖民斗争。

## 仰光会议
1953年1月6日至15日，亚洲社会党第一次会议在缅甸仰光召开。会议宣布亚洲社会党会议作为独立的社会主义国际组织而成立 ，总部设在仰光。巴瑞当选为第一任主席。

### 参会者
一共177名代表、观察员和兄弟组织客人出席会议。作为代表出席会议的政党有:
| 国家       | 政党                  | 代表人数 | 著名代表                                              |
| ---------- | --------------------- | -------- | ----------------------------------------------------- |
| 缅甸       | 缅甸社会党            | 15       | 巴瑞、觉尼                                            |
| 印度       | 人民社会党            | 77       | 拉姆·马诺哈尔·洛希亚、贾雅普拉卡什·纳拉扬,阿索卡·梅塔 |
| 印度尼西亚 | 印度尼西亚社会党      | 26       | 苏丹·夏赫里尔、索巴迪奥·萨斯特罗萨托莫                |
| 以色列     | 以色列地工人党        |          | 摩西·夏里特、鲁文·巴尔卡特                            |
| 日本       | 社会党左派 社会党右派 | 30       | 铃木茂三郎 松冈小牧吉                                 |
| 黎巴嫩     | 进步社会党            |          |                                                       |
| 马来亚     | 泛马来亚劳工党        |          | 莫哈末·苏比、李木生、基尔·佐哈里（观察员）            |
| 巴基斯坦   | 巴基斯坦社会党        |          | 莫巴拉克·萨格尔                                       |

会议的观察员和兄弟组织客人有：
- 社会党国际：克莱门特·艾德礼（英国工党）、索尔·罗斯（英国工党，艾德礼秘书）、安德烈·拜代特（工人国际法国支部）、卡伊·比约克（英语：Kaj Björk）（瑞典社会民主工人党）[14]
- 社会主义青年组织国际联盟：唐纳德·皮尔斯·切斯沃斯（英语：Donald Piers Chesworth）、威廉·沃西（英语：William Worthy）
- 人民反帝国主义大会：戴维·朗伊
- 南斯拉夫共产主义者联盟：米洛万·吉拉斯、阿莱斯·贝伯勒（英语：Aleš Bebler）、阿诺泰尔科·布拉佐维奇
- 尼泊尔大会党：B.P.柯伊拉腊（英语：B.P. Koirala）
- 非洲独立运动代表：赛义德·法尔尼（阿尔及利亚人民党（英语：Algerian People's Party））、伊格纳修斯·穆萨齐（英语：Ignatius Musazi）（肯尼亚非洲联盟（英语：Kenya African Union））、泰益·斯利姆（突尼斯宪法党）、E·N·K·穆里拉（乌干达全国大会（英语：Uganda National Congress））[7][15]

### 争论
所有会议都使用英语交流，这对印度代表有利，而对日本、印尼代表和南斯拉夫代表米洛万·吉拉斯不利。
会议上提出了组建世界政治中的“第三势力”的建议（会议很大程度上是1955年万隆会议的前身）。来自英国的社会党国际代表克莱门特·艾德礼嘲笑在东西对抗中组建第三势力的想法。米洛万·吉拉斯、B.P.柯伊拉腊和贾雅普拉卡什·纳拉扬对此进行干预，支持印度人民社会党领袖拉姆·马诺哈尔·洛希亚“第三势力”的想法。最终，会议接纳了一份决议，呼吁支持民主，谴责资本主义、共产主义和帝国主义。
吉拉斯在仰光期间接受了南斯拉夫共产主义者联盟的机关报的采访，指出：“会议表明，在亚洲，特别是在印度、缅甸和印度尼西亚，有非常强大的战斗力量，不仅能够反对旧殖民主义，而且能够反对情报局主义和苏中霸权……[这些国家]揭露了苏联及其卫星国的反社会主义灵魂。

### 与社会党国际的关系
早在会议开始前，主要的组织者就同意新的组织将与社会党国际完全不同而作为独立组织存在。然而，在仰光会议上，社会党国际代表及领袖艾德礼试图说服参与者，使他们承认新组织将是社会党国际的区域组织。会上，亚洲代表批评社会党国际在反殖民独立运动中所采取的立场。
三个政党（马来亚、以色列和日本右派）支持将亚洲社会党会议与社会党国际合并，以色列和马来亚的政党均是社会党国际的成员。其他参会政党均反对合并提案（尽管程度不同）。对社会党国际的反对主要是在殖民主义（社会党国际对反殖民独立运动的冷淡态度受到与会政党的批评）和中立主义（会上，社会党国际被视为美国阵营）的立场。然而，会议对社会主义的定义与当时社会党国际的定义相似。

## 执行局会议

### 仰光会议
在亚洲社会党第一次会议和第二次会议间，亚洲社会党执行局共开会四次。第一次执行局会议在仰光会议闭会后不久就于1953年1月15日在仰光召开。执行局会议设立了书记处，负责在其仰光总部处理亚洲社会党会议的日常事务。总书记一职被指定给印度尼西亚党，该党将在日后任命其人选。会议指定了两名联合书记，来自印度的马杜·利马耶和缅甸的拉昂。缅甸代表觉尼受委为财政，考虑到仰光总部的资金不足，这是一个困难的职务。1953年3月利马耶抵达总部。
1953年7月，亚洲社会党会议派出四名代表出席社会党国际在斯德哥尔摩的大会，代表团由印尼籍总书记维乔诺带领。代表团向社会党国际提议纪念“独立人民自由日”，但这一提议不被接纳。

### 海得拉巴会议
1953年8月10日至13日，执行局在印度海得拉巴开会，会议由巴瑞主持。这是总书记维乔诺第一次出席的会议。另一位值得一提的与会者是黎巴嫩进步社会党领袖卡迈勒·琼布拉特。会议接纳了一份题为“关于和平解决”的决议（支持中华人民共和国“入联”，呼吁印度支那在国际监督下举行制宪会议选举，呼吁在双方都能接受的国际权威下实现朝鲜半岛统一）、一份题为“国民党在缅甸的军队”的决议（要求他们撤离缅甸）以及一份题为“向西亚社会主义者致敬”的决议（谴责叙利亚政府对社会主义者的镇压）。会议表示希望继续与社会党国际和南斯拉夫共产主义者联盟保持友好关系。这两个组织派观察员出席了会议，社会党国际的摩根·菲利普斯和南斯拉夫党的多布里沃耶·维迪奇。
海得拉巴会议决定设立“反殖民执行局”，执行局由亚洲社会党会议主席指派的协调委员会负责。委员会将成立一个办公室，由亚洲社会党会议联合书记的一位和协调委员会选出的另一名联合书记负责。海得拉巴会议提出了一系列反殖民执行局未来任务的建议，包括鼓励召开全非代表大会、呼吁亚非各国政府加强在联合国的工作、呼吁亚洲报纸给予反殖民独立运动更多报道和支持、派代表到联合国帮助反殖民独立运动、反殖民执行局应申请成为联合国咨询组织、组织前往亚洲殖民地的实况调查团、为非洲其他地区的殖民主义镇压受害者的辩护筹集资金、呼吁亚洲各党为非洲代表安排实习等。
此外，海得拉巴会议还呼吁组建亚洲社会党会议联合建设旅。以色列和缅甸党负责制定建立这样一个旅的提案。
海得拉巴会议后，利马耶没有返回书记处。接替他的是另一位印度社会主义者马达夫·戈卡莱。反殖民执行局书记之一，英属黄金海岸人民大会党的吉姆·马卡姆也加入仰光书记处。1953年12月，日本联合书记渡边鲁郎抵达仰光。日本两党经过长时间辩论，才就亚洲社会党会议联合书记的共同候选人达成一致。

### 格劳会议
第三次执行局会议原定于1954年4月在印尼召开。然而，印尼政府拒绝以色列代表入境，执行局会议只能更换时间并改至缅甸召开。1954年3月25日至28日，执行局会议在缅甸格劳召开。格劳会议接纳了三份决议，即关于印度支那问题、朝鲜问题和裁军的决议。会议上，印度代表提出了一项决议，谴责成立东南亚条约组织，并呼吁成立独立于两个超级大国的亚洲安全联盟，但这一提议被认为应该提交给亚洲社会党会议，而不是仅在执行局会议上解决。越南社会党代表协助了会议，该代表团由范文艺带领。越南社会党在会上申请成为亚洲社会党会议的成员，但执行局决定等到派出实况调查团前往印度支那和马来亚后再对申请做出决定。格劳会议还决定向锡兰派遣实况调查团。
对马来亚和印度支那的实况调查于1954年7月至8月间进行，调查团成员包括维乔诺、渡边鲁郎和吉姆·马卡姆。他们的调查报告对越南社会党给予了积极的评价，同时对马来亚劳工党提出了尖锐的批评。马达夫·戈卡莱独自前往锡兰进行调查，他的报告建议给予兰卡平等社会党成员资格。

### 东京会议
第四次执行局会议于1954年11月19日至21日在日本东京召开，会议之前举行了亚洲社会党会议第一次经济专家会议。根据实况调查团的报告，执行局决定建议在亚洲社会党下次会议上批准越南社会党成为成员党。至于兰卡平等社会党，执行局决定在亚洲社会党下次会议上给予该党特别受邀者的地位，条件是该党断绝与托洛茨基主义第四国际的关系。兰卡平等社会党领袖科尔文·R·德·席尔瓦出席了此次会议。兰卡平等社会党无法接受与第四国际断绝关系的条件，因此取消了对亚洲社会党会议的成员申请。此后，亚洲社会党会议与斯里兰卡自由党建立了联系。

## 反殖民执行局
海得拉巴会议赋予亚洲社会党会议主席任命反殖民执行局协调委员会的任务。巴瑞建议委员会由五名成员党代表和四名非洲独立运动代表组成。但在组成方面立即出现了问题，因为摩洛哥代表拒绝作为以色列的一部分参加同一委员会。
反殖民执行局协调委员会在1954年格劳会议上第一次会面，觉尼被选为反殖民执行局主席。

## 孟买会议
亚洲社会党第二次，也是最后一次会议，于1956年11月在印度孟买举行。孟买会议上的亚洲代表与仰光会议基本一致，但多了三个成员，即越南社会党、斯里兰卡自由党和尼泊尔大会党。非亚洲成员而受邀出席的组织有意大利社会党、平民合作联盟、智利大众社会党、希腊社会党、南斯拉夫共产主义者联盟、殖民地解放运动、非洲自由委员会和阿尔及利亚、肯尼亚与坦噶尼喀领地的代表。
孟买会议的主要争论点围绕苏伊士运河危机，会议谴责了英法对埃及的联合侵略。另一份决议则要求苏联从匈牙利撤军、中华人民共和国入联以及越南、朝鲜统一。

## 以色列的参与
以色列成员方面，相较于更左倾的以色列统一工人党，1953年仰光会议邀请了以色列地工人党。当时，以色列统一工人党被认为太接近共产主义者。以色列代表的出席引发了阿拉伯代表的不满。会议开始时，埃及代表拒绝与以色列代表团同桌，与黎巴嫩代表一同离席抗议。值得一提的是，尽管没有和埃及与黎巴嫩代表一同离席，巴基斯坦代表对以色列代表的作用持保留意见。
与此同时，亚洲社会党会议给予当时执政的以色列地工人党一个和亚洲社会主义政党建立关系的平台。这种关系日后发展为和缅甸、尼泊尔等国家的外交联系。仰光会议大概是尼泊尔大会党领袖和以色列代表的第一次会面。缅甸和尼泊尔的社会主义政党将以色列地工人党视为社会主义政党，因此和它建立起党际关系。就尼泊尔而言，即使在1960年尼泊尔大会党被皇家政变推翻之后，这些联系仍然保持着。就缅甸而言，仰光会议促成了以色列与缅甸的外交联系，不久之后，以色列任命第一位以色列驻亚洲国家大使（大卫·哈科恩）。
1956年西奈战役中以色列扮演的角色使以色列地工人党和亚洲社会主义政党的关系恶化。日本社会党将以色列的袭击以及对埃及领土和加沙的占领视为外国统治，旨在捍卫对埃及的殖民控制。1957年1月，日本社会党通过“福冈决议”，要求将以色列地工人党逐出亚洲社会党会议和社会党国际。最终，以色列外交官成功阻止日本社会党将福冈决议提交至亚洲社会党会议和社会党国际。

## 解散
1961年后，亚洲社会党会议停止运作。停止运作的原因主要是缅甸、印尼和尼泊尔的社会主义政党遭到镇压，以及削弱印度社会主义运动的党内分裂。
1970年，亚太社会局作为亚洲社会党会议的后继组织成立。但与亚洲社会党会议不同，亚太执行局是作为社会党国际的区域机构而存在的。亚太执行局的总部位于新西兰惠灵顿，其成员包括澳大利亚和新西兰的工党。